# Булгарский язык
Булга́рский язы́к (чув. Пăлхар чĕлхи, тат. Болгар теле, болг. Прабългарски език) — это язык булгар (в Волжской Булгарии) и протоболгар (в Великой Болгарии и ранней Дунайской Болгарии), другими словами, понятие фактически включает в себя несколько последовательно, друг за другом, а отчасти и параллельно, существовавших близкородственных языков на Балканах, в Среднем Поволжье и на Северном Кавказе, которые вместе c современным чувашским языком и, возможно, вымершими хазарским и древним аварским, составляют булгарскую группу тюркских языков.

## Генезис
Современные данные по генезису булгарского языка опираются на фоно-морфостатистическую (О. А. Мудрак) и лексико-статистическую (А. В. Дыбо) классификации языков.
Обследование двух наборов стословников и установление относительной хронологии генеалогических древ тюркских языков на основе лексико-статистических данных, проведённое А. В. Дыбо, показали, что начало распада пратюркского языка связано с отделением чувашского от других языков, обычно определяемое как отделение булгарской группы. На обоих генеалогических древах соответствующий первый узел датируется около 30—0 годами до н. э. А. В. Дыбо связывает эту дату с миграцией части хунну из Западной Монголии на запад, через северный Синьцзян в Южный Казахстан, на Сыр-Дарью в 56 г. до н. э.

Первый узел обоих наших генеалогических древ — это отделение чувашского от других языков, обычно определяемое как отделение булгарской группы.— Дыбо, A. B. Хронология тюркских языков и лингвистические контакты ранних тюрков. — М.: Академия, 2004. — С. 766.

## Место булгарских языков среди тюркских
Общепризнанным является противопоставление булгарской группы и собственно тюркской (общетюркской) групп.
Булгарские языки характеризуются следующими изменениями по сравнению с пратюркским состоянием:
- переходом пратюркских *ŕ > r, *-d- > -r- (ротацизм),
- переходом *-ł > -l (ламбдаизм) в конце слога,
- палатализацией дентальных согласных и *s перед пратюркскими *i, *y и дифтонгами,
- переходом начального *j- в аффрикату,
- особым развитием пратюркских закрытых и огубленных гласных нижнего подъёма
- отражением пратюркских дифтонгов через палатализацию дентальных.

Для словоизменения глагола характерно деепричастие предшествующего действия на -se вместо аналогичного причастия на -yp в других тюркских языках, а также наличие вариантов словоизменительных аффиксов с -r-, происходящим из пратюркского *-d-.

## Ранне-булгарский язык
Ранне-булга́рский язы́к был распространён в V-VII вв. вокруг Азовского моря среди племён, составивших основу Великой Болгарии. В Прикубанье существовал Кубанско-булгарский язык, носителями которого были чёрные булгары, упоминаемые в источниках до X века. Оба диалекта не оставили после себя письменных памятников.
Начиная с 1970-х годов были предприняты попытки выявления признаков булгарских языков в древних эпиграфических памятниках (рунических надписях на камнях) Северного Кавказа.

## Дунайско-булгарский язык
Дуна́йско-булга́рский язы́к был распространён в VII—X вв. на Балканах. Он являлся родным языком социальной верхушки основателей Первого Болгарского царства и исчез в результате её ассимиляции славянским населением. От него остались глоссы, а также адстратные и субстратные заимствования в языках балканских народов и в венгерском языке. Кроме лексических заимствований, он известен по Преславской надписи IX века, сделанной греческими буквами с особой орфографией; по Именнику болгарских ханов — славянской цитации утерянной хронологии, написанной в особой кириллической орфографии, а также по надписям греческими буквами на одном из блюд из клада Надь-Сент-Миклоша, орфография которых соответствует преславской. Есть предположения, что к дунайско-булгарскому языку был близок язык европейских авар, распространённый в Паннонии в VI—IX веках.
Предположительно, на булгарском языке написаны недешифрованные болгарские руны из Мурфатлара (Румыния).

## Волжско-булгарский язык
Во́лжско-булга́рский р-язы́к (или, для краткости, просто булгарский язык, в лингвистике используется также термин среднебулгарский язык:8) был распространён в Волжской Булгарии и в Булгарском улусе Золотой Орды. Его прямым потомком является чувашский язык. Известен по написанным арабской графикой эпитафиям XIII—XIV вв. на территории Среднего Поволжья (в основном, так называемые надгробия «2-го стиля»). Отдельные лексемы известны из записки Ибн Фадлана X века, а значительное количество и по заимствованиям в современных языках народов Поволжья и Предуралья. Булгарские или протоболгарские заимствования имеются также в венгерском и славянских языках, в том числе и русском.
Наряду с этим языком, в Булгарском улусе, а то и в более ранние времена, функционировал, как пишут, например, Д. М. Исхаков и И. Л. Измайлов, з-язык общетюркского типа, представленный на сравнительно небольшом числе надгробий. Время от времени поднимается вопрос и о другом «булгарском языке», отдельные слова из которого, локализованного в Прикаспии, зафиксированы в «Собрании тюркских наречий» Махмуда Кашгари (XI век). Он не соотносится с волжско-булгарским р-диалектом, а является з-диалектом языка, называемого Кашгари «кыпчакским». Кашгари отметил его близость суварскому и печенежскому языкам в фонетическом, грамматическом и лексическом отношениях
. Они такого же типа. как и язык другой и меньшей группы средневолжских эпитафий (в основном, надгробия «1-го стиля»). Тот язык определяется не как булгарский, а обычно как поволжский тюрки и считается предшественником современного татарского. Однако, ввиду смешанного огузско-карлукско-кыпчакского характера всех региональных вариантов языка тюрки, его невозможно соотнести полностью ни с одним из современных конкретных тюркских языков. Среди отдельных учёных Татарстана (М. З. Закиев) существует точка зрения, что булгары всегда говорили на языке з-типа. Существенным, по мнению сторонников этой точки зрения, является то, что нисбы ал-Булгари и ас-Сувари встречаются только в именах на эпитафиях «1-го стиля».
Таблица сравнения булгарских, татарских и чувашских слов:103 (приводятся и некоторые диалектные и сущностные варианты):
| Слово на волжско-булгарском (r-тип) | Примерная транслитерация                                                 | Современный чувашский аналог      | Современный татарский аналог          | Значение слова |
| ----------------------------------- | ------------------------------------------------------------------------ | --------------------------------- | ------------------------------------- | --- |
| هیر                                 | хир                                                                      | хĕр                               | кыз                                   | дочь, девушка |
| اول                                 | авл (аул)                                                                | ыв(ă)л                            | ул (угыл[прояснить], углы[прояснить]) | сын |
| آیح                                 | айх                                                                      | уй(ă)х, ой(ă)х                    | ай (айгы[прояснить])                  | месяц, в месяце |
| جال                                 | джал                                                                     | çул, çол, *çал (~кăçал)           | ел                                    | год |
| ﺍﻜ                                  | ике                                                                      | ик(ĕ), иккĕ                       | ике                                   | два |
| تواتو، تواتة                        | туату, туата                                                             | т(ă)ват(ă), т(ă)ваттă             | дүрт                                  | четыре |
| آلط، آلطی                           | алты, алт                                                                | улт(ă), олт(ă), улттă, олттă      | алты                                  | шесть |
| جتی، جیات                           | джиат, дж-ти, джиете                                                     | çич, çичĕ, çиччĕ, *çит (~ çитмĕл) | җиде                                  | семь |
| سکر                                 | с-к-р                                                                    | сакăр, саккăр                     | сигез                                 | восемь |
| طحر، طحور                           | т-хур, т-х-р                                                             | тăхăр, тăххăр                     | тугыз                                 | девять |
| وان                                 | ван (уан)                                                                | вун(ă), вон(ă), вуннă, воннă      | ун                                    | десять |
| جیریم، جرم                          | джирим, дж-р-м                                                           | çирĕм                             | егерме                                | двадцать |
| ووطر                                | вут-р                                                                    | вăтăр                             | утыз                                  | тридцать |
| جور                                 | джур                                                                     | çĕр                               | йөз                                   | сто |
| ﺍﺣﺮﺖ                                | ахират                                                                   | ахрат                             | ахирәт                                | загробный мир, подруга (тат.), необычайный, потусторонний (чув.) [заимств. из араб.]                                                 |
| ﺩﻨﻴﺎﺮﻦ                              | деньядан[прояснить], дуньядан[прояснить], дуньяран (dunyaran)[прояснить] | тӗнчерен тĕнчетан                 | дөньядан                              | из мира [заимств. из араб., кроме аффикса, булгарский и чувашский вариант которого характеризуется так называемым вторым ротацизмом] |
| ﺑﺎﻘﻲ                                | бакый                                                                    | бакъ:112, паккуй                  | бакый                                 | вечный (тат.) [заимств. из араб.], вечно (чув.) [заимств. из араб.], покой (чув.) [заимств. из рус.]                                 |

### Об источниках информации по волжско-булгарскому языку
Главными и решающими источниками, позволяющими говорить о волжско-булгарском языке в полную силу, являются булгарские эпиграфические памятники с арабографичными надписями на каменных поверхностях, относящиеся к XIII—XIV вв. и происходящие из территории бывшего Булгарского улуса Золотой Орды. Эти памятники позволяют судить о языке (языках) не только этой эпохи данного региона, но и более ранних времён, то есть домонгольской Волжской Булгарии.

…о характере языковой ситуации и её особенностях в период VIII — первой трети XIII в. в Булгарии лингвисты имеют весьма отрывочные сведения, а основой для её реконструкции является экстраполяция языковой ситуации, конструируемой на основе анализа эпитафийных памятников XIII—XIV вв., на более раннюю ситуацию.— Измайлов И.Л. Средневековые булгары: становление этнополитической общности в VIII – первой трети XIII века. – Казань: Институт истории им. Ш. Марджани АН РТ, 2022. – 736 с.; 16 с. ил. ISBN 978-5-94981-383-6 — С. 163.
Этому же принципу следуют и другие исследователи, в большинстве случаев по умолчанию, но иногда, подобно И. Л. Измайлову, высказывая его и в явном виде. Как пишет А. А. Чеченов:2, «поскольку изменения в языке происходят медленно, не скачками, а плавным, эволюционным путём (в противном случае язык потерял бы свою главную функцию — коммуникативную), сведения о языке волжских булгар золотоордынского периода мы можем смело экстраполировать и на домонгольский период.»
Выявленных эпитафийных памятников к настоящему времени насчитывается около 400 штук. Подавляющее большинство из них имеют отношение к тюркскому р-языку, то есть волжско-булгарскому.
Нельзя сказать, что других источников совсем уж нет. Однако именно эпигарфические памятники, в их «неоспоримой подлинности»:107, которые «воплотили в себе преимущества и письменных, и вещественных источников»:167,  обладают наивысшей доказательной силой, в том числе и вследствие их наглядности.
А если, всё-таки, коснуться и других источников, то в записках Ибн Фадлана есть эпизод, который, в переводе А. П. Ковалевского 1939 года, описывается так:72:

Я видел у них яблоки очень зелёного цвета и с ещё большей кислотой, похожей на винный уксус, которые едят девушки и жиреют от них.

Тот же переводчик в 1956 году несколько изменил это место и оно стало выглядеть так:

Я видел у них яблоки, отличающиеся большой зеленью и ещё большей кислотой, подобной винному уксусу, которые едят девушки и соответственно этому [их] называют

Учёные  А. В. Васильев и Г. Ф. Юмарт,  заинтересовавшись  исправленной  редакцией,  пришли к следующемуму выводу: 

Оригинальный текст (чув.)Автор «хĕр» тата «хир» сăмахсене пăтраштарса ăнлантарнă, тĕрĕссипе «хир улми» тесе каламалла.Автор здесь запутался в <булгарском> слове, обозначающем и девушку, и степь. В действительности речь идёт о диких яблоках.

Ибн Фадлан, скорей всего, местного булгарского языка не знал, но он как-то общался с людьми. Подумал, что плоды называются «девичьими яблоками». В чувашском языке, в отличие от других тюркских языков, слова, обозначающие девушку и степь (чув. хĕр, хир), с точки зрения стороннего человека, практически совпадают, можно сказать, омонимичны. Следовательно, их возможно спутать только в разговоре на языке такого типа. Слово, обозначающее степь, используется в чувашском языке как определение по отношению именно к диким растениям. То есть у него есть, фактически, и третье значение — дикий (-ая, -ое).